# Little Tennessee River
Floden Little Tennessee River er 217 km lang, udspringer i Georgia, løber gennem North Carolina og munder ud i Tennessee River, som den er biflod til.
Floden og dalen omkring den er kendt for sine velbevarede arkæologiske fund og bosættelser af oprindelige amerikanske folkeslag, der spores helt tilbage til stenalderen og tiden efter sidste istid, cirka 7500 fvt.  Der er også gjort rige fund fra Mississippiperiodens kultur og jordhøje. Senere lå mange cherokee-landsbyer, -byer og -bosættelser også ved floden, såsom Chota, og floden er tæt forbundet med cherokesisk historie, da den løb gennem oprindelige cherokesiske territorier i Georgia og Tennessee. Floden betragtes derfor som et af de vigtigste og mest værdifulde arkæologiske områder i hele sydøstlige USA.